# Louis Lepatey

a Compétitions nationales et continentales officielles uniquement.

b Matchs officiels uniquement.
Louis Lepatey, né le 29 août 1898 à Moussan et mort le 4 septembre 1975 à Narbonne, est un joueur international français de rugby à XV évoluant au poste de pilier gauche.

## Biographie
Louis Lepatey évolue en club à l'AS Béziers et au SC Mazamet. Il compte trois capes internationales en équipe de France, toutes lors du Tournoi des cinq nations 1924. Il est médaillé d'argent aux Jeux olympiques d'été de 1924 se tenant à Paris mais il ne dispute aucun des deux matchs de la compétition,. 
Oncle de Jacques Lepatey, lui-même joueur de rugby à XV, il pratique aussi la boxe et est cafetier. Louis Lepatey est nommé chevalier de l'ordre national du Mérite.